# Любань (посёлок)
Люба́нь — посёлок в Любанском городском поселении Тосненского района Ленинградской области.

## История
НАДЕЖДИНО (ЗЕЛЁНАЯ ДАЧА) — сельцо при реке Тигоде, в 1 версте от станции Любань, прихода села Любани.

Строений — 12, в том числе жилых — 2. Число жителей по семейным спискам 1879 г.: 1 м. п., 1 ж. п.; по приходским сведениям 1879 г.: 1 м. п., 1 ж. п. (1884 год)

Согласно военно-топографической карте Петроградской и Новгородской губерний издания 1917 года на месте современного посёлка располагалась деревня Надеждина.
В конце XIX — начале XX века деревня административно относилась к Любанской волости 1-го стана 1-го земского участка Новгородского уезда Новгородской губернии.
С 1917 по 1927 год деревня Любань также входила в состав Любанской волости Новгородского уезда Новгородской губернии.
С 1927 года в составе Любанского сельсовета Любанского района Ленинградской области.
С 1930 года в составе Тосненского района.
По данным 1933 года деревня Любань входила в состав Любанского сельсовета Тосненского района.
В деревне был организован совхоз «Любань».
- Земли посёлка Любань на карте 1941 года

Согласно топографической карте РККА 1941 года на месте современного посёлка находился одноимённый совхоз.
С 1 сентября 1941 года по 31 декабря 1943 года деревня находилась в оккупации.
В 1958 году население деревни Любань составляло 645 человек.
По данным 1966 и 1973 годов в состав Любанского сельсовета входили смежные деревня Любань и посёлок (совхоза) Любань, в деревне располагалась центральная усадьба совхоза «Агротехника», в посёлке — административный центр Любанского сельсовета.
В 1971 году отмечалось, что в совхозе за пятилетку построены два 80-квартирных, один 64-квартирный и четыре 16-квартирных дома.
По данным 1990 года в едином посёлке Любань проживали 1700 человек. Посёлок являлся административным центром Любанского сельсовета в который входили 12 населённых пунктов: деревни Бородулино, Васькины Нивы, Вериговщина, Ивановское, Ильинский Погост, Костуя, Липки, Новинка, Пельгора, Попрудка, Рамцы и сам посёлок Любань, общей численностью населения 2323 человека.
В 1997 году в посёлке Любань Любанской волости проживали 1883 человека, в 2002 году — 1592 человека (русские — 94 %).
В 2007 году в посёлке Любань Любанского ГП — 1796 человек.

## География
Посёлок расположен в восточной части района на автодороге 41А-004 (Павлово — Мга — Луга), смежно и к северу от города Любань.
Расстояние до административного центра поселения — 1 км.
Расстояние до ближайшей железнодорожной станции Любань — 2 км.

## Демография
| 1990 | 1997  | 2007  | 2010  | 2017  |
| ---- | ----- | ----- | ----- | ----- |
| 1700 | ↗1883 | ↘1796 | ↘1519 | →1519 |

## Транспорт
До посёлка Сельцо через станцию Любань железнодорожной линии Санкт-Петербург — Москва ходит автобус № 6.

## Улицы
Вишнёвая, Загородная, проспект Мельникова, Песочная.